# جمعية كشافة إسواتيني
جمعية كشافة سوازيلاند هي المنظمة الكشفية الوطنية في سوازيلاند. تأسست المنظمة في عام 1924 وهي للأولاد فقط، وأصبحت عضوا في المنظمة العالمية للحركة الكشفية في عام 1968. وفي عام 2011، كان هناك 6850 عضوا.
وتنقسم الجمعية إلى أربع مناطق: هوهو، وبومبو، مانزيني وشيزلويني.

## روابط خارجية
- الموقع الرسمي